# Paipa
Paipa là một khu tự quản thuộc tỉnh Boyacá, Colombia. Thủ phủ của khu tự quản Paipa đóng tại Paipa Khu tự quản Paipa có diện tích ki lô mét vuông. Đến thời điểm ngày 28 tháng 5 năm 2005, khu tự quản Paipa có dân số 22079 người.